# 潛刺鰍
潛刺鰍為輻鰭魚綱合鰓目刺鰍亞目刺鰍科的其中一種，被IUCN列為次級保育類動物，分布於非洲剛果河下游急流區，體長可達7.2公分，屬肉食性，可做為食用魚。